# Alianza terapéutica
La alianza terapéutica o alianza de trabajo es un constructo que se hace operativo por medio de tres componentes (Bordin, 1979): 
- Acuerdo entre paciente y terapeuta respecto a los objetivos de la psicoterapia.
- Acuerdo entre paciente y terapeuta acerca de las tareas propias de la psicoterapia que se esté llevando a cabo.
- Vínculo entre paciente y terapeuta que «probablemente se siente y expresa por medio del aprecio, la confianza y el respeto mutuo, y por la percepción de que existe un compromiso común y una recíproca comprensión de las actividades psicoterapéuticas» (Bordin, 1994).

## Instrumentos de medida
Horvath y Bedi (2002) manifiestan que los cuatro grupos de instrumentos de medida de la alianza más usados en los estudios empíricos son los siguientes:
- Las Escalas Penn (The Penn Helping Alliance Scales), o Escalas HA (HAcs, HAr, HAq, HAq-II, TFBcs, TFBr, TFBq).

- Las Escalas del Grupo de Investigación en Psicoterapia de la Universidad de Vanderbilt (VPPS, VTAS).

- Las Escalas de California-Toronto (CALTARS, CALPAS, TARS).

- El Working Alliance Inventory (WAI; Horvath, 1981; Horvath y Greenberg, 1986, 1989), fundamentado en el modelo transteórico de alianza de Bordin (1979).

En España existen adaptaciones regladas de las versiones largas y cortas del paciente y del terapeuta del Working Alliance Inventory (WAI), y del Revised Helping Alliance Questionnaire (HAq-II) (Andrade-González y Fernández-Liria, 2015a; Andrade-González y Fernández-Liria, 2015 b; Andrade-González y Fernández-Liria (en prensa), Corbella y Botella, 2003, 2004 y Corbella et al., 2011).

## Características centrales de la alianza
- Ha llamado la atención de clínicos e investigadores en las últimas décadas, y es uno de los constructos más estudiados en investigación de procesos en psicoterapia.

- La tendencia actual es a conceptuarla como un componente relacional activo y consciente (Goldstein, 2001).

- Se caracteriza por la colaboración y el consenso entre paciente y terapeuta (Horvath y Greenberg, 1994; Horvath y Bedi, 2002; Lambert, Garfield y Bergin, 2004), y por su capacidad para integrar componentes técnicos y relacionales (Horvath y Greenberg, 1994).

- Las medidas de alianza, casi todas en lengua inglesa, poseen buenas propiedades psicométricas (fiabilidad y validez) (Andrade-González, 2005).

- El Comité de Dirección del Task Force on Empirically Supported Therapy Relationships de la División 29 de la APA (Asociación Psicológica Americana), ha concluido que la alianza es uno de los cuatro componentes eficaces de la relación terapéutica (Steering Committee, 2002).

- Los resultados de las investigaciones subrayan que el momento crítico para establecer una buena alianza se sitúa entre la tercera y la quinta sesión (alianza temprana), ya que de lo contrario el éxito del tratamiento puede verse comprometido (Horvath y Bedi, 2002), al tiempo que puede aumentar la probabilidad de que los pacientes abandonen de forma prematura la intervención (Tryon y Kane, 1993; Mohl, Martinez, Ticknor, Huang y Cordell, 1991).

- La alianza es una de las claves del cambio (Bordin, 1979), ya que exhibe correlaciones significativas con los resultados de la psicoterapia. Es decir, existe una moderada pero fiable relación entre una buena alianza y un resultado positivo (Horvath y Symonds, 1991; Martin, Garske y Davis, 2000; Horvath y Bedi, 2002; Horvath, Del Re, Flückiger y Symonds, 2011), por lo que de manera general se puede aseverar que la alianza pronostica los resultados de la psicoterapia.